# Realeza (Manhuaçu)
Realeza é um distrito do município brasileiro de Manhuaçu, no interior do estado de Minas Gerais. Segundo o censo demográfico de 2022, realizado pelo Instituto Brasileiro de Geografia e Estatística (IBGE), sua população era de 1 412 habitantes e havia 499 domicílios particulares permanentes ocupados. Possui área de 27,53 km² conforme a Fundação João Pinheiro (FJP). Foi criado pela lei municipal nº 1.923 de 26 de abril de 1995.
De acordo com o IBGE, em 2010 a população era de 4 643 habitantes e havia 1 594 domicílios particulares.
Fica localizado onde se cruzam as rodovias BR-262 e BR-116, polo das empresas de ônibus, postos de gasolinas e restaurantes. Realeza hoje tem muitas lavouras de café importantes na região devido ao clima frio, beirando sua altitude aos 700 metros chegando até 900 em alguns pontos.
O distrito conta com a sede do campus do Instituto Federal do Sudeste de Minas Gerais (IF Sudeste MG), denominado Campus Manhuaçu. A instituição faz parte da rede federal dos institutos federais e promove cursos públicos e totalmente gratuitos. O Campus Manhuaçu iniciou suas atividades em 2015 e tem estrutura própria.